# Gyros
Gyros (grčki: γυρος[ˈʝiros], okrugao, u krugu, zamotan, omotan) tradicionalno je grčko jelo od mesa pečenog na okomitom ražnju, obično posluženo kao sendvič, s rajčicom, lukom i tzatziki umakom, zamotano u pita kruh (grčka verzija tanki okrugli kruh, tj. lepinje).
Za pečenje na žaru komadi mesa stavljaju se na visoki okomiti ražanj, koji se okreće ispred izvora topline, obično električnog grijača. Ako meso nije dovoljno masno, dodaju se trakice slanine kako bi pečeno meso uvijek ostalo sočno i hrskavo. Brzina kuhanja se može prilagoditi reguliranjem različite toplinske snage i udaljenosti između izvora topline i mesa, na taj način se kuhar može prilagoditi različitim količinama potrošnje. Pečeno meso reže se s okomitog ražnjića na male sočne i hrskave komadiće koji se stavljaju u pitu. Pita se obično poslužuje podmazana, malo zapečena i topla. Kuhar stavi poseban komad papira na dlan, pečenu pitu pa meso, rajčice, luk, pečeni krumpir ili pomfrit na meso, a na kraju se pita zajedno zamota s papirom koji je oko pite na kraju. Na kraju se u gyros žlicom doda tzatziki umak ili kiselo vrhnje.

## Podrijetlo
Gyros potječe od turskog doner kebaba, a prvotno je donesen u Solun, odakle se u raznim varijantama proširio po cijeloj Grčkoj, kao i na Cipru. U Grčkoj je meso obično svinjetina ili janjetina, no ponegdje se može vidjeti piletina ili teletina, dok se na Cipru gyros uglavnom pravi od svinjetine ili piletine. U Ateni, ali i diljem Grčke, "gyros pita" će osim mesa sadržavati tzatziki, rajčice, luk i pržene krumpiriće. Međutim, neka mjesta nude drugačije alternative klasičnim sastojcima. Gyros pita sa svinjetinom poslužit će se uz tzatziki umak, dok se dodaci piletini razlikuju od trgovine do trgovine, no najčešće se koristi majoneza pomiješana sa senfom, koja se na grčkom naziva "σως" ili "umak".

### Varijacije
Na otoku Kreta svinjetina je najpopularniji nadjev, iako u nekim većim gradovima (osobito u gradu Haniji) kao alternativa postoji i piletina.
Na grčkom otoku Kos, u Egejskom moru, mještani u pitu stavljaju piletinu i dodaju prženi krumpir. Veličina girosa ovisi od mjesta do mjesta, kao i omjer sastojaka i njihova količina. U novije vrijeme rade se razne varijante i eksperimentira s raznim sastojcima, jer u pitu kao u hamburger može se sve staviti. U nekim restoranima možete pronaći tako moderne gyrose čudnih okusa od gyrosa od tune do "light" gyrosa za one na dijeti.

## Vanjske poveznice
- Gyros, Almažan kuhinja na YouTubeu
- Gyros na špagi, Almažan kuhinja